# 肥後國
肥後國（日语：〔〕／ Higonokuni */?），日本古代的令制國之一，屬西海道，又稱肥州。肥後國的領域大約為現在的熊本縣。

## 郡
- 玉名郡
- 山鹿郡
- 菊池郡
- 阿蘇郡
- 合志郡
- 山本郡
- 飽田郡
- 託麻郡
- 益城郡
- 宇土郡
- 八代郡
- 天草郡
- 葦北郡
- 球麻郡

## 相關項目
- 日本令制國列表